# لوكاش باريتسك

## لوكاش باريتسك
لوكاش باريتسك (من مواليد 9 سبتمبر 1986، براتيسلافا، تشيكوسلوفاكيا) هو سياسي سلوفاكي، وزير الدولة الحالي بوزارة الشؤون الخارجية والأوروبية في جمهورية سلوفاكيا، تم تعيينه في 23 مارس 2016 بعد الانتخابات البرلمانية السلوفاكية في 5 مارس 2016 ، والممثل الخاص للرئيس الحالي لمنظمة الأمن والتعاون في أوروبا للرئاسة السلوفاكية لمنظمة الأمن والتعاون في أوروبا ورئيس مجموعة العمل غير الرسمية لمنظمة الأمن والتعاون في أوروبا بشأن جداول المساهمات.

## نشأته وتعليمه
ولد لوكاش باريتسك وترعرع في العاصمة السلوفاكية براتسلافا. وأكمل تعليمه الثنوي في عام 2006 من جمنايزيوم إفان هورفات. بين عامي 2006 و 2012 درس باريزيك الدبلوماسية في معهد موسكو الحكومي للعلاقات الدولية في الاتحاد الروسي حيث حصل على درجة البكالوريوس في عام (2010) ودرجة الماجستير (2012). عاد إلى جمهورية سلوفاكيا للعمل في إدارة الدولة وانضم إلى الحزب الوطني السلوفاكي، حيث شارك في الانتخابات البرلمانية لعام 2016. بصرف النظر عن لغته الأم السلوفاكية، يتحدث أيضًا الإنجليزية والروسية والألمانية ومفاهيم اللغة العربية

## مناصبه وحياته العملية
وزارة الخارجية والشؤون الأوروبية لجمهورية سلوفاكيا
سكرتير الدولة للشؤون الخارجية ونائب وزير الخارجية لجمهورية سلوفاكيا (2016)
الحقيبة الوزارية: السياسة الأمنية والدبلوماسية الاقتصادية والمساعدة الإنمائية والمنظمات الدولية بالإضافة إلى العلاقات الثنائية مع الدول الشريكة في إفريقيا والأمريكتين وآسيا والمحيط الهادئ ودول خارج الاتحاد الأوروبي
الرئاسة السلوفاكية لمنظمة الأمن والتعاون في أوروبا
اعتبارًا من 1 يناير 2018، تم تعيين لوكاش باريتسك، وزير الدولة للشؤون الخارجية والأوروبية في جمهورية سلوفاكيا، ممثلاً خاصً لوزير الشؤون الخارجية والأوروبية لجمهورية سلوفاكيا لرئاسة سلوفاكيا لمنظمة الأمن والتعاون في أوروبا. في يناير 2019، تم تعيين لوكاس باريتسك أيضًا رئيسًا لمجموعة العمل غير الرسمية التابعة لمنظمة الأمن والتعاون في أوروبا والمعنية بجداول المساهمات.
لوكاش باريتسك، بصفته الممثل الخاص لرئاسة سلوفاكيا لمنظمة الأمن والتعاون في أوروبا، لديه تفويض لإعداد وأداء الرئاسة السلوفاكية لمنظمة الأمن والتعاون في أوروبا فيما يتعلق بهيئات إدارة الدولة، والسلطات الحكومية المحلية والكيانات الأخرى.
في معظم الأوقات يمثل لوكاش باريتسك الرئيس الحالي في الأحداث والمؤتمرات الدولية والاجتماعات الأخرى المتعلقة برئاسة منظمة الأمن والتعاون في أوروبا، على سبيل المثال في المؤتمر الإقليمي رفيع المستوى بشأن مكافحة تمويل الإرهاب والجريمة المنظمة في عشق أباد في 17-18 أبريل، 2019
فيما يتعلق بأنشطة لوكاش باريتسك كممثل خاص يتعاون مع الهيئات الاستشارية لمنظمة الأمن والتعاون في أوروبا ومؤسساتها المستقلة وكذلك مع تلك التابعة لحكومة الجمهورية السلوفاكية.
بفضل العمل الذي قامت به مجموعة عمل خاصة برئاسة لوكاش باريتسك كممثل خاص للوزير المعني بالرئاسة السلوفاكية لمنظمة الأمن والتعاون في أوروبا، ساعد في كسر الجمود والتوصل إلى حل مبدئي بشأن مقاييس المساهمة لعام 2019.
تجد الدول المشاركة في منظمة الأمن والتعاون في أوروبا صعوبة متزايدة في الاتفاق على اعتماد الميزانية في الوقت المحدد على الرغم من حقيقة أن حجم الميزانية متواضع وظل دون تغيير لسنوات عديدة. تحدد مقاييس المساهمة المبلغ الذي تدفعه كل دولة من الدول الـ 57 المشاركة في منظمة الأمن والتعاون في أوروبا سنويًا مقابل منظمة الأمن والتعاون في أوروبا. على الرغم من أن السيد باريتسك حصل على دعم 56 من أصل 57 دولة مشاركة، وكانت الرئاسة السلوفاكية قريبة من توافق الآراء، فقد أعرب السيد باريتسك عن اعتقاده بأن
«ألبانيا يمكن أن تأخذها من هنا ويمكن أن تأمل في الحصول على الموافقة في 2020»
الدبلوماسية الاقتصادية
بالنظر إلى حقيقة أن سلوفاكيا تنتمي إلى البلدان ذات الاقتصادات الأكثر انفتاحًا في العالم، فإن لوكاش باريتسك مسؤل ضمن محفظته عن التنويع المناسب للدبلوماسية الاقتصادية السلوفاكية خارج أوروبا. نحن بحاجة إلى التفكير في الاتجاهات وديناميكيات التنمية في بعض البلدان. مناطق مثل أمريكا الجنوبية وآسيا، ولا سيما الصين، ولكن أيضًا إفريقيا ذات صلة. هذا الأخير لديه إمكانات كبيرة في مجال الطاقة ويمكن للجمهورية السلوفاكية تقديم قيمة مضافة عالية - لقد مررنا بمرحلة تطوير مماثلة ولدينا الخبرة والتكنولوجيا. وفي زياراته الرسمية للخارج. على سبيل المثال، كان أول مسؤول سلوفاكي يقود وفدًا تجاريًا إلى نيجيريا في عام 2016.
الجزء التنموي لمجلس الشؤون الخارجية للاتحاد الأوروبي
يحضر لوكاش باريتسك بانتظام اجتماعات وزراء التعاون الإنمائي للاتحاد الأوروبي في مجلس الشؤون الخارجية للاتحاد الأوروبي الذي ترأسه حاليًا فيديريكا موغيريني، الممثلة السامية للاتحاد الأوروبي للشؤون الخارجية والسياسة الأمنية ونائبة رئيس المفوضية الأوروبية. كإنجاز ناجح للدبلوماسية السلوفاكية خلال الرئاسة السلوفاكية الأولى لمجلس الاتحاد الأوروبي (يوليو - ديسمبر 2016) يمكن الإشارة إلى التنسيق السريع والسريع بين الدول الأعضاء في الاتحاد الأوروبي الـ28 في المجلس لتقديم موقف مشترك تجاه التأسيس. من الصندوق الأوروبي للتنمية المستدامة كجزء من خطة الاستثمار الخارجي في 28 نوفمبر 2016.
وكالة الإبتكار والطاقة السلوفاكية
•	دائرة الاتصال والتعاون الدولي 2015- 2016
وزارة دفاع الجمهورية سلوفاكيا
•	قسم العلاقات الثنائية، قسم العلاقات الدولية، إدارة سياسة الدفاع 2014 – 2015
•	قسم تقييم الدفاع، شعبة إستراتيجية الدفاع والإدارة 2013 - 2015
أمانة منظمة الأمن والتعاون في أوروبا (OSCE)، فيينا، النمسا
•	وحدة مكافحة الإرهاب، قسم إدارة التهديدات العابرة للحدود 2012